# Sørreisa
69°8′44″N 18°9′28″Ø / 69.14556°N 18.15778°Ø
Sørreisa kommune (samisk: Ráisavuona gielda) ligger i Troms og Finnmark fylke i Norge. Den grænser i nord til Lenvik, i øst til Målselv og Bardu, i syd til Salangen, og i vest til Dyrøy. Mod nordøst ligger øen Senja.
Byen Sørreisa som er administrationscenteret i kommunen har 1.427 indbyggere (2006).

## Tusenårssted
Kommunens tusenårssted er Kramvigbrygga.